# Jürgen Wouters
Jürgen Wouters (Gilze, 4 maart 1981) is een Nederlands badmintonspeler. Hij werd in 2006 Nederlands kampioen dubbelspel samen met Ruud Bosch. Hij speelt voor BC Smashing in de Nederlandse eredivisie, nadat hij eerder uitkwam voor BC Gilze en BV Van Zijderveld. Wouters behoorde tot het Nederlandse team dat zilver won op zowel het EK Teams 2004 als het EK Teams 2006.

## NK's
Wouters won de nationale titel in het dubbelspel van 2006, nadat hij in dezelfde discipline samen met Remco Muyris in 2002 de finale verloor van Tijs Creemers en Quinten van Dalm. Hij haalde de eindstrijd in het dubbel opnieuw in 2008, wederom met Bosch. Ditmaal was het duo Dennis Lens/Joéli Residay te sterk.
Ook in de discipline gemengd dubbel bereikte de Gilzenaar meerdere NK-finales. Samen met Eva Krab verloor hij in 2004 van - dan nog echtgenoten - Chris Bruil/Lotte Bruil-Jonathans. Twee jaar later legde hij het samen met Paulien van Dooremalen af tegen hetzelfde duo.